# Benoît Vincent
Benoît Vincent est un écrivain et naturaliste français, né en 1976 à Montélimar.

## Biographie

### Littérature
Après avoir publié quelques textes poétiques dans des revues comme Voix d’Encre ou Po&sie dans les années 90, il publie deux essais sur Maurice Blanchot (L’anonyme) et Pascal Quignard (Le revenant), à l’initiative de François Bon qui vient de lancer les éditions Publie.net.
En 2015 paraît Farigoule Bastard ; le roman nommé au prix Wepler, et remporte le prix  Jean Follain de prose poétique de Saint-Lô.
GEnove, paru en 2017 (mais issu d’un site internet façonné « à la main » entre 2008 et 2012), est un palimpseste de textes très divers (poésies, chansons, fictions, éléments d’histoire et de géographie, nature et paysage, cartes postales, recettes de cuisine) sur de multiples aspects de la ville italienne de Gênes.
Membre du collectif artistique du Général Instin, il contribue à l'écriture du récit collectif, Climax (avec Sereine Berlottier, Nicole Caligaris, Patrick Chatelier, et Laurence Werner-David ; Guénaël Boutouillet, Frédéric Laé, Marc Perrin, Alain Subilia ayant également participé aux premiers textes), et à la fiction de traduction de l’Anthologie de Spoon River d’Edgar Lee Masters, avec Patrick Chatelier (tous deux publiés au Nouvel Attila en 2015 et 2016).
Toujours actif chez Publie, dont il est le directeur de la collection d'essais, il y publie des fictions critiques sur la contre-culture, et notamment le rock (Local héros, autour de la figure de Mark Knopfler, et Un de ces jours autour de Pink Floyd).
En 2019, il publie un récit aux éditions des Inaperçus, L’Entreterre, puis Féroce en 2024 aux nouvelles éditions Bakélite, roman qualifié de "merterranéen" qui mêle précisément réalité et merveilleux, "un roman à la fois troubadour et contemporain, d’aventure et amoureux, végétal et aqueux".
Il coanime la revue Hors-Sol avec Parham Shahrjerdi, et fait partie du comité éditorial de la revue Amplitudes lancée par Henri-Pierre Jeudy. Il intervient ponctuellement à l’École de la nature et du paysage de Blois sur le thème Écrire & la nature. Une grande partie de son travail passe par son site personnel Ambo(i)lati (de l'italien "de chaque côté"), lancé en 1999.

### Sciences naturelles
Parallèlement naturaliste, (botaniste phytosociologue et malacologue), il travaille d'abord dans le champ associatif de l'éducation à l'environnement pour finalement devenir naturaliste indépendant. Il associe à la pratique du terrain (inventaires de la flore, des habitats et des escargots) une réflexion plus personnelle, théorique et critique, sur le devenir de l'écologie, à travers l'écocentrisme ou la protection de la nature.
Ses travaux sur les communautés de mollusques le conduisent d'une part à proposer une nouvelle approche du concept de cénose, et d'autre part à se plonger dans l'histoire de l'écologie où il constate que l'écologie anglo-saxonne, notamment via le concept d'écosystème, a durablement mis à mal l'écologie européenne d'inspiration biogéographique. Il cherche à réhabiliter la cénologie comme domaine de recherche à part entière.

## Analyse de l’œuvre
Benoît Vincent travaille essentiellement sur l’espace, et en particulier la manière dont on l'habite, laquelle est également le lien entre littérature et écologie, dont les pratiques sont poreuses l'une à l'autre.
Farigoule Bastard apparaît ainsi non tant comme l’aventure d’un personnage typiquement provençal que la mise en mot de ce paysage à travers, selon La Quinzaine littéraire, le « déploiement d’une langue qui, emportée par sa propre violence, s’affranchira de tout cadre, et d’abord du sien, de celui qui l’a rendue possible » et selon le critique Guénaël Boutouillet, comme un « long poème autant que promenade entêtée, fantaisie pastorale dissipant son et ses personnages dans leur sinueux mouvement, épaissit son mystère en l’énonçant, sans cesser de plaire, d’étrangement (d’estrangement) plaire à qui le lit qui l’écoute ».
Les différents personnages de GEnove ne sont jamais nommés ni identifiés, mais ne sont que des avatars d’une même identité, la ville elle-même. Le territoire, et même le terroir (ou la région naturelle) prend ainsi place à travers des fictions critiques tournées vers le dehors. Pour le quotidien l'Humanité, l'auteur « ourdit un canevas lointainement pérecquien, propose des parcours échappant à la succession des pages, à la logique des thèmes, et même au hasard de la lecture par fragments ». Dans Livres hebdo, Sean J. Rose écrit : « Plus qu’un livre, c’est une rêverie vagabonde ».
Il construit également un versant critique, avec La Littérature inquiète, une suite d'essais qui, à partir des œuvres de Maurice Blanchot et Pascal Quignard (dans la filiation de Stéphane Mallarmé, Paul Valery, Jean Paulhan, et jusque dans des actualisations contemporaines), explore les parages de ce qu'il appelle l'inquiétude en littérature, ou l'articulation entre écriture et lecture, par le biais de correspondances appelées symptômes.
« Ces fictions sont inquiétantes, autant qu'est inquiète la littérature à laquelle il consacre depuis des années un travail d'étude fouillé, au plus près du contemporain : de Nicole Caligaris à Antoine Volodine, en passant par Pierre Senges, la « littérature inquiète », telle qu'il l'envisage, est avant tout matière à romans emplis d'univers inventés, d'imaginaire — jusqu'au fantastique, souvent. »
Ce caractère est particulièrement souligné à l'occasion de la parution, premier livre de l'éditeur Bakélite, du roman Féroce, voyage épique d'un personnage (Drieu Pagès) en quête d'un livre mythique dans un coin de Méditerranée : « faux livre monstre, on est loin de l’Ulysse de Joyce ; la narration de Féroce est fluide, l’écriture étant comme gagnée par la délectation de se laisser entraîner au fil du récit [...] Féroce, livre antimoderne presque par définition, tend vers cet Ithaque : habiter, ou du moins visiter, "la maison hospitalière du passé, du mythe et du dialecte » ; « les aventures de ce moderne Ulysse, contées en épisodes ayant un réel suspense, font de ce gros livre un compagnon qui ne pèse pas, et de sa lecture une joyeuse expérience, à l’image de cette nouvelle aventure éditoriale. » Benoît Vincent parle lui-même de l'importance des troubadours, de la geste arthurienne, de Nejma, de Bakhtine et de Rabelais, de Faulkner comme de la "littérature Nrf" dans la composition de cet ouvrage.

## Entretiens

### Radio
- La Marche de l'histoire de Jean Lebrun sur France Inter
- Poésie et ainsi de suite de Manou Farine sur France Culture
- Invitation de Travaux Publics, de Jean Lebrun, à Dieulefit (saison 2007-2008)
- "Féroce, une Odyssée merterranéenne", Zoé Sfez, les Midis de Culture

### Tables rondes
- Festival Cafés littéraires de Montélimar en 2015, avec Yves Bichet & Emmanuelle Pagano
- Rencontre Maison de la poésie de Nantes en 2016, avec Jean-Christophe Bailly, Augustin Berque, Nicole Caligaris, Michel Deguy, Jean-Claude Pinson
- Festival Pérégrinations poétiques en Haut-Jura, à Lajoux en 2016, avec Alexandre Chollier
- Salon du livre Paris 2017, avec Quentin Leclerc et Emmanuelle Villin
- Festival Écrivains voyageurs de Pessac en 2017, avec Jean-Pierre Brouillaud, Colette Mazabrard, Pierre Mora
- Enjeux de la littérature contemporaine Nanterre en 2017, avec Kébir Ammi
- Festival de la Cité Universitaire Internationale, en 2019, avec Gauz, Jacques Rebotier et Anne Simon

### Écrits
- Entretien avec Camille Cloarec avec La Maison de la Poésie de Nantes
- Entretien avec Guénaël Boutouillet pour l'Agence du livre du Centre, Ciclic
- Entretien avec Johan Faerber pour Diacritik